# Giovanni Moro (ciclista 1958)
Giovanni Moro (Codognè, 8 gennaio 1958) è un ex ciclista su strada italiano, professionista dal 1981 al 1984.

## Palmarès
- 1980 (dilettanti)

Trofeo Salvatore Morucci
Trofeo Gianfranco Bianchin
Circuito di Sant'Urbano

## Piazzamenti

### Grandi Giri
- Giro d'Italia

1981: 73º
1984: 88º

### Classiche monumento
- Milano-Sanremo

1984: 45º